# Villa Sonnleiten
Die Villa Sonnleiten in Bayerisch Gmain im oberbayerischen Landkreis Berchtesgadener Land wurde im Jahr 1905 fertiggestellt.
Die Villa war ab 2019 mit der Bezeichnung Villa Schönleiten unter der Nummer D-1-72-115-17 in die Bayerische Denkmalliste eingetragen.

## Beschreibung

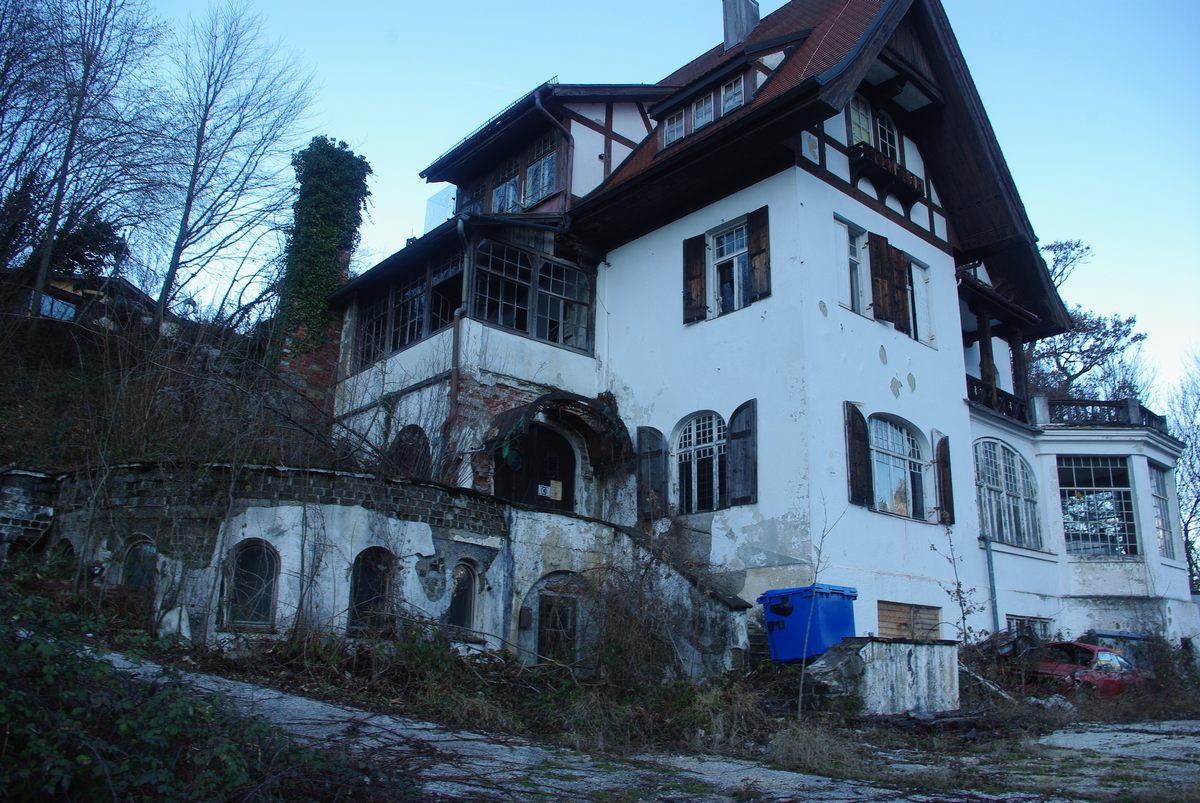
Zustand im Januar 2020

Bei der Villa in der Berchtesgadener Straße handelte es sich um einen reich gegliederten, zweigeschossigen Zierfachwerkbau mit hohem, weit vorkragendem Satteldach mit Schleppgauben und Quergiebeln. Das Gebäude wurde über einem hohen Sockelgeschoss errichtet und mit westlichem Risalit, östlichem, polygonalem Standeckerker und Balkonen, Eingangsrisalit mit verglaster Loggia ausgestattet.
Im Ostteil des Gebäudes befand sich ein baulich angeschlossener ehemaliger Stall mit Tenne. Die Gesamtgröße des Grundstücks betrug 10.200 m².
Die Villa wurde im Reformstil und unter Einflüssen von englischen Landhäusern nach Plänen von Philipp Avril errichtet und im Jahr 1905 fertiggestellt.
Laut dem Bayerischen Landesamt für Denkmalpflege galt die Villa als Unikat und als „das letzte ablesbar erhaltene Zeugnis einer prägenden Epoche Bayerisch Gmains, die ansonsten baulich untergegangen ist“. Birgit Neuhäuser, die beim Landesdenkmalamt für Presse- und Öffentlichkeitsarbeit zuständig ist führte aus, dass im bäuerlich geprägten Bayerisch Gmain ab Mitte des 19. Jahrhunderts in der Folge des Aufstiegs des benachbarten Reichenhall zum Heilbad anspruchsvolle Villen- und Landhausbauten wohlhabender Familien entstanden. Diese Villen wurden von namhaften Architekten der Zeit errichtet und gruppierten sich beiderseits der Verbindungsstraße von Bad Reichenhall nach Berchtesgaden. Das Haus sei ein „charakteristisches Motiv auf historischen Ansichtskarten der Gemeinde“, dem ein hohes Maß an geschichtlicher Bedeutung zukommt. Die Villa galt als der erste bekannte Bau des Münchener Architekten Philipp Avril außerhalb der heutigen Landeshauptstadt. Der Bau orientierte sich neben regionalen Elementen an englischer Landhausarchitektur. Die Villa sei durch ihre Entstehung um 1900 an einer Schnittstelle zwischen historisierender Formensprache und einer frühen Moderne zu verorten. Für die Region hatte die Villa, die so eher in den Metropolen damaliger Zeit zu finden wäre, „Seltenheitswert“.

## Geschichte

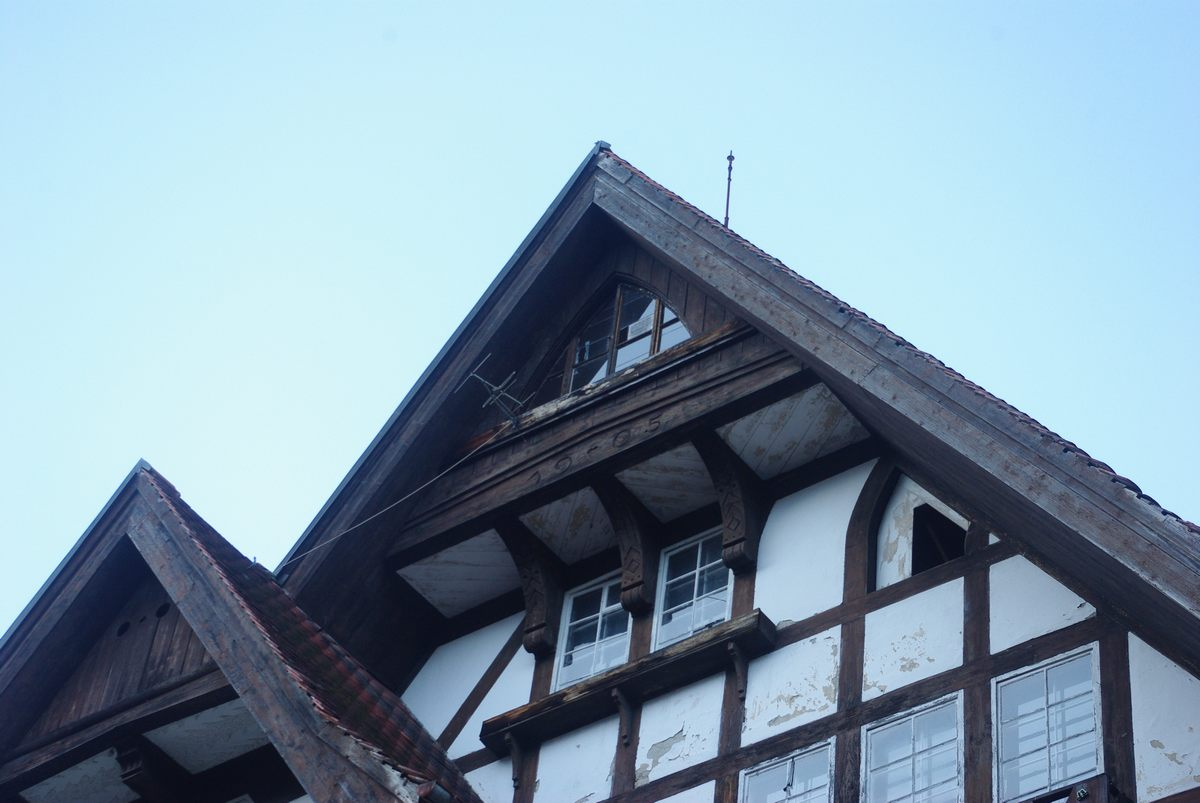
Jahreszahl am Giebel

Das Gebäude, das der Privatier Adam Scherer nach Plänen des Münchner Architekten Philipp Avril errichten ließ, rückte nach langem Leerstand ab 2017 wieder mehr in den Fokus der Öffentlichkeit. Bei Bauarbeiten zu einem Radweg wurden einige Bäume gefällt und gaben damit den Blick von der B 20 kurz vor dem westlichen Ortseingang von Bayerisch Gmain wieder auf das erhöht stehende Gebäude frei. 2019 sprach sich der Gemeinderat von Bayerisch Gmain dafür aus, die Villa abzureißen und stattdessen zwei Gebäude mit 23 Wohnungen zu errichten. Das Bauamt der Gemeinde gab an, man wisse nicht, „dass das Haus denkmalwürdig ist“. Befürworter des Projekts war unter anderem der FDP-Gemeinderat Christoph Langgartner, der für „Schaffung dringend benötigten Wohnraums“ plädierte. Grünen-Gemeinderat Andreas Burkhart lehnte das Projekt ab und argumentierte zudem, dass die geplanten Häuser ohnehin nicht ins Ortsbild passen.
Trotz der Denkmaleigenschaft genehmigte der Gemeinderat von Bayerisch Gmain in der Sitzung vom 12. August 2020 den Abriss der Villa. Laut Gemeindeverwaltung „sei an eine Renovierung des Gebäudes nicht zu denken“, denn „das Anwesen verfällt seit geraumer Zeit“. Obwohl das Neubauprojekt mit zwei Mehrfamilienhäusern eingestellt wurde, verfolgte die Gemeinde weiterhin den Abriss der Villa. Es sollen auf dem Grundstück – wie auch im Bebauungsplan von 1970 vorgesehen – Wohnungen entstehen. Ohne die Zustimmung des Bayerischen Landesamts für Denkmalpflege als zuständige Behörde konnte der Beschluss des Gemeinderates zum Abriss der Villa jedoch nicht umgesetzt werden.

### Abriss
Trotz der Entscheidung der zuständigen Behörde, welche die Villa Sonnleiten 2019 unter Denkmalschutz stellte, genehmigte der Bayerisch Gmainer Gemeinderat im August 2020 erneut den Abriss des prägnanten Gebäudes an der Berchtesgadener Straße. Im Dezember 2020 wurde mit dem Abbruch begonnen, womit „wieder ein Teil der Geschichte unwiederbringlich verloren“ ging.

## Lage
Die Villa befand sich nördlich der B 20 kurz vor dem Ortseingang von Bayerisch Gmain auf einer Anhöhe. Die Zufahrt war zuletzt noch aus nördlicher Richtung über die Bichlstraße möglich.